# Memecylon subramanii
Espèce
Statut de conservation UICN

 EN B1+2c : En danger
Memecylon subramanii est une espèce de plantes à fleurs de la famille des Melastomataceae endémique de l'Inde.

## Publication originale
- Journal of the Bombay Natural History Society 77: 492-493, f. 1-8. 1981.